# 1087
| 1087               |
| ------------------ |
| Dødsfald - Fødsler |
|                    |

| Gregoriansk kalender | 1087 MLXXXVII           |
| Ab urbe condita      | 1840                    |
| Armensk kalender     | 536 ԹՎ ՇԼԶ              |
| Kinesiske kalender   | 3783 – 3784 丙寅 – 丁卯 |
| Etiopisk kalender    | 1079 – 1080             |
| Jødisk kalender      | 4847 – 4848             |
| Hindukalendere       |                         |
| - Vikram Samvat      | 1142 – 1143             |
| - Shaka Samvat       | 1009 – 1010             |
| - Kali Yuga          | 4188 – 4189             |
| Iransk kalender      | 465 – 466               |
| Islamisk kalender    | 480 – 481               |

Konge i Danmark: Oluf Hunger 1086-1095
Se også 1087 (tal)

## Begivenheder
- 26. september - Vilhelm den Røde krones som konge af England i Westminster Abbey. Hans fader, Vilhelm Erobreren udpegede Vilhelm, som "kun" var den tredje søn i rækken, til sin efterfølger. Han regerer indtil år 1100.

## Født
- Prinsesse Cæcilia af Danmark, datter af Knud den Hellige (død 1131).

## Dødsfald
- 9. september – Wilhelm Erobreren, konge af England fra 1066 til sin død.
- 16. september - Pave Viktor 3. fra 1086 dør og bliver efterfulgt året efter af Urban 2. (født ca. 1026).